# Bactrocera ascita
Bactrocera ascita är en tvåvingeart som först beskrevs av Hardy 1983.  Bactrocera ascita ingår i släktet Bactrocera och familjen borrflugor. Inga underarter finns listade.